# Битва під Токсуном
Битва під Токсуном (кит. 托克遜戰役) відбулося в липні 1933 року, коли Ходжа Ніяс Хаджі, лідер уйгурів, перейшов зі своїми силами до нововведеного уряду Шенг Шицая. Ходжа Ніяс Хаджі пройшов зі своїми військами через Даван Чен і зайняв Токсун, де сили Нової 36-ї дивізії генерала Ма Ші-міна здобули перемогу над силами Ніяса Хаджі.